# Héctor Jiménez (futbolista)
Héctor Osvaldo Jiménez (Huntington Park, California, Estados Unidos; 3 de noviembre de 1988) es un exfutbolista estadounidense de origen mexicano. Jugaba de centrocampista o defensa.

## Trayectoria

### Inicios
Héctor Jiménez jugó al fútbol universitario para la Universidad de California en Berkeley desde el 2006 hasta el 2010. En su paso por los California Golden Bears obtuvo distinciones por parte de la NSCAA, All-Pac e ESPN. Durante su época de universitario, jugó para el Bay Area Ambassadors de la National Premier Soccer League.

### Los Angeles Galaxy (LA Galaxy)
Fue seleccionado por LA Galaxy el 14 de enero de 2011 en la segunda ronda (puesto 34) del SuperDraft de la MLS 2011. Jugó tres temporadas con los Galaxy, disputó 43 encuentros donde anotó 4 goles y 3 asistencias, siendo parte de los planteles que ganaron los títulos del 2011 y 2012.

#### Columbus Crew SC
El 14 de enero de 2014 fue intercambiado al Columbus Crew SC por la selección de la segunda ronda del SuperDraft de 2014. Debutó con los crew el 8 de marzo de 2014, en la victoria por 3-0 sobre el D.C. United. Anotó su primer gol para el club el 19 de abril, también al D.C. United, el que fue el gol del empate 1-1 y nominado al gol de la semana del MLS AT&T. Jugó ambas llaves de play offs contra el New England Revolution.
Jugó 23 encuentros en la temporada 2015, año en el que Columbus no se clasificó para los play offs.
Jiménez jugó su encuentro número 100 en su carrera el 3 de julio de 2016, en la derrota por 3-2 contra el Sporting Kansas City. Esa temporada jugó 25 encuentros, jugando en diferentes posiciones en la cancha. Durante la temporada 2017, Jiménez hizo 23 apariciones con Columbus. Sin embargo, en 2018, el fichaje de Milton Valenzuela hizo que el tiempo de Jiménez en el campo se redujera significativamente, con solo 12 apariciones en total. Sin embargo, durante la temporada 2019 Valenzuela sufrió una lesión de larga duración en la que nuevamente Jiménez tomó la posición de lateral izquierdo titular e hizo un total de 23 apariciones.
En su última temporada con Columbus, Jiménez hizo un total de 10 apariciones. Una de estas apariciones fue durante los play offs donde Columbus venció a los Seattle Sounders FC 3-0.
El 14 de diciembre de 2020, Columbus Crew SC declinó su opción de contrato con Héctor Jiménez luego de que su temporada 2020 terminara su tiempo con el club.

### Austin FC
El 21 de diciembre de 2020, Jiménez se unió a Austin FC, nueva franquicia de la MLS como agente libre antes de su temporada inaugural en 2021.

## Estadísticas
Actualizado al último partido disputado el 1 de noviembre de 2018.
| LA Galaxy Estados Unidos | 1.ª           | 2011          | 2   | 0 | 1  | 0 | 1 | 0 | 0 | 0 | 4   | 0 |
| LA Galaxy Estados Unidos | 1.ª           | 2012          | 15  | 1 | 1  | 0 | 4 | 0 | 1 | 0 | 21  | 1 |
| LA Galaxy Estados Unidos | 1.ª           | 2013          | 26  | 3 | 1  | 0 | 3 | 0 | 1 | 0 | 31  | 3 |
| LA Galaxy Estados Unidos | Total club    | Total club    | 43  | 4 | 3  | 0 | 8 | 0 | 2 | 0 | 56  | 4 |
| Columbus Crew SC Estados Unidos | 1.ª           | 2014          | 24  | 1 | 2  | 0 | - | - | 2 | 0 | 28  | 1 |
| Columbus Crew SC Estados Unidos | 1.ª           | 2015          | 23  | 0 | 1  | 0 | - | - | 0 | 0 | 24  | 0 |
| Columbus Crew SC Estados Unidos | 1.ª           | 2016          | 25  | 0 | 2  | 0 | - | - | - | - | 27  | 0 |
| Columbus Crew SC Estados Unidos | 1.ª           | 2017          | 19  | 0 | 1  | 0 | - | - | 4 | 0 | 24  | 0 |
| Columbus Crew SC Estados Unidos | 1.ª           | 2018          | 11  | 0 | 1  | 0 | - | - | 1 | 0 | 13  | 0 |
| Columbus Crew SC Estados Unidos | Total club    | Total club    | 102 | 1 | 7  | 0 | 0 | 0 | 7 | 0 | 116 | 1 |
| Total carrera | Total carrera | Total carrera | 145 | 5 | 10 | 0 | 8 | 0 | 9 | 0 | 172 | 5 |
| (1) Incluye datos de la U.S. Open Cup (2011 - 2018) (2) Incluye datos de la Liga de Campeones de la Concacaf (2011-12 / 2013-14) (3) Incluye datos de Playoffs de la MLS. (2012 - 2018) |               |               |     |   |    |   |   |   |   |   |     |   |

## Vida personal
Sus padres Mauricio y Dalilia Jiménez son emigrantes mexicanos, quienes se conocieron en los Estados Unidos. Admirador de Thierry Henry desde pequeño y fuera de la MLS es simpatizante del Arsenal FC.

## Palmarés

### Títulos nacionales
| Título                  | Club             | País           | Año  |
| ----------------------- | ---------------- | -------------- | ---- |
| Copa MLS                | LA Galaxy        | Estados Unidos | 2011 |
| Copa MLS                | LA Galaxy        | Estados Unidos | 2012 |
| Supporters' Shield      | LA Galaxy        | Estados Unidos | 2011 |
| Conferencia Oeste (MLS) | LA Galaxy        | Estados Unidos | 2011 |
| Conferencia Oeste (MLS) | LA Galaxy        | Estados Unidos | 2012 |
| Conferencia Este (MLS)  | Columbus Crew SC | Estados Unidos | 2015 |